# Aeroportul Zabol
Aeroportul Zabol (IATA: ACZ, ICAO: OIZB) este un aeroport din Iran ce deservește zona Zabol.
Situat la o altitudine de 496 m, aeroportul dispune de o singură pistă.